# Ørskog
Ørskog este o comună din provincia Møre og Romsdal, Norvegia.